# ستيف كارلسون
ستيف كارلسون (بالإنجليزية: Steve Carlson)‏ هو لاعب هوكي الجليد أمريكي، ولد في 26 أغسطس 1955 في فيرجينيا في الولايات المتحدة.

## وصلات خارجية
- ستيف كارلسون على موقع دوري الهوكي الوطني (الإنجليزية)
- ستيف كارلسون على موقع قاعة مشاهير الهوكي (لاعب أن.إتش.أل) (الإنجليزية)
- ستيف كارلسون على موقع EliteProspects.com (الإنجليزية)
- ستيف كارلسون على موقع HockeyDB.com (الإنجليزية)
- ستيف كارلسون على موقع Hockey-Reference.com (الإنجليزية)
- ستيف كارلسون على موقع IMDb (الإنجليزية)
- ستيف كارلسون على موقع قاعدة بيانات الفيلم (الإنجليزية)